# 空飛ぶモンティ・パイソン・トレーディングカード
空飛ぶモンティ・パイソン・トレーディングカード（そらとぶモンティ・パイソン・トレーディングカード、英語: Monty Python's Flying Circus Trading Cards）はアメリカのコーナーストーン社が1994年10月に発売を開始した、イギリスBBCで1969年から1974年まで放送されたコメディ番組空飛ぶモンティ・パイソンのトレーディングカードである。

## 概要
1994年はモンティ・パイソンの25周年にあたり、これに合わせて発売された。パッケージには「Act 1」の記載があるが続編は作られることはなかった（その後モンティ・パイソン・アンド・ホーリー・グレイルのトレーディングカードが発売されている）。他のモンティ・パイソン関連商品にはないマニアックな要素が多々含まれており、モンティ・パイソンのパロディ精神を踏襲した製品になっている。ほかのトレーディングカードには見られないユニークな特徴については後述する。なお、コーナーストーン社の倒産及び販売終了のため、入手は年々困難になっている。
このカードをフル・コンプリートする場合、全部で113+1種のカードを揃えなければならない。1箱には36パック入っており、1パックには10枚入っている。大人買いの場合、360枚のカードが手に入ることになるが、レアカード（インサートカード）といえるホイル・カード（ホログラムとまではいかないきらきらした箔押し印刷のカード）が4種類あり、その入手確率は18パックに1枚であるとパッケージに記載されているので、少なくとも2箱は大人買いしないと揃わない計算である。価格は日本では300円ほどで販売されていることが多く、アメリカでは1箱35ドルで販売されていた。

## カードの種類について
（ここでは番号が振ってある面を「裏」としもう一方を「表」とする）

### 1から81までの通し番号シリーズ
- イントロ・カード（1種類、通し番号1）
裏の図柄は一番初めにふさわしく「裸のオルガニスト」になっている。
- チェックリスト・カード（3種類、通し番号2-4）
113種のカードの説明が、3枚にわたって裏に表示してある。この3種を早めに揃えないとコンプリートに向けて混乱を引き起こす要因になる。
- レギュラー・シリーズ（78種類、通し番号5a-81）
レギュラー・シリーズの特徴は以下の通りである。
  - 5番のカードは3種類ある。しかもそのうち2種類は表の図柄が全く同一で、残りの1種も一箇所だけの違いしかない。裏の図柄は全く違う。チェックリスト上では5a、5b、5cと表記されている。
  - 6番のカードは存在しない。7番のカードに「6番は存在しません」と書いてある。
  - 27番のカードは存在しない。
  - 43番のカードは2種類ある。43番のうち1種はあきらかに27番に並べても違和感がないカードの図柄である。

というめちゃくちゃ振りであった。ここまでの82枚のカードには、一見普通の通し番号が振られている体裁になっている。その観点からこれらをまとめてベーシック・カードと考えたとき、82枚のカードがあるが、通し番号は81までということになる。

### そのほかのシリーズ
- アニメーター・キット・カード（6種）
モンティ・パイソンのメンバーの1人（以下「パイソンズ」と略す）テリー・ギリアムは空飛ぶモンティ・パイソンでは主にアニメーションを担当していた。アニメーションとは言っても絵や写真などを任意に切り貼りして動かすもので、その手法の素材になるようなカードが6種、通し番号はA1-A6となっている。
- トリヴィア・カード（10種）
パイソンズと女優キャロル・クリーヴランドを含めた「裸になった回数のリスト」などのトリヴィアが書かれたカード。通し番号はT1-T10。
- バイオグラフィ・カード（7種）
パイソンズと女優キャロル・クリーヴランドのバイオグラフィが1人1枚ずつ書かれている。通し番号はB1-B7。
- 予告カード（2種）
『モンティ・パイソン・アンド・ホーリー・グレイル』、『ライフ・オブ・ブライアン』のカードの発売予告のカード。実際には『ライフ・オブ・ブライアン』のカードは発売されなかった。通し番号はP1-P2。

### レアカードと特殊カード
- ホイル・カード（4種）
いわゆるレアカード。「死んだオウム」「バカ歩き省」「ガンビー」「女装趣味のきこり」の図柄。通し番号はF1-F4。
- スクラッチ＆リッスン・カード（本物と偽物）（2種）
どちらも表の図柄には電話を持ったイッツ・マンの写真が使われているが、片方は偽物とされ（チェックリスト・カードには"fake"の表記がある）普通の印刷である。もう片方は「本物で」ホイル・カード。裏面にはスクラッチ印刷された部分がある。この部分をコインなどでこするとコーナーストーン社へのフリーダイアルの電話番号が書いてあり、指示に従ってカードを郵送すると、以下のカードが送られてくるシステムとなっていた。[3]
  - 上記4種のホイル・カード
  - 「魚のダンス」の図柄のホイル・カード
  - 送付したカード
  - 送付する前の状態のカード（当然権利はない）

の計7枚。
このサービスは1995年4月に終わっているため、このカードシリーズの在庫品が大量に手に入ったとしても、「魚のダンス」のカードは手に入らない。なおスクラッチ＆リッスン・カードの本物は436パックに1枚の割合で入っていた。
またここまでに述べた113+1種類のカードのほかに、このカードシリーズが発売されるという予告カードが、モンティ・パイソンのCD-ROM商品「The Complete Waste of Time」に封入される形で3種類出回っており、これを加えると（通し番号は四角の中にP1-P3）合計117種類でコンプリートとなる。

## モンティ・パイソンの代表的なスケッチが描かれた主なカード
- 死んだオウム：40、F1
- スペイン宗教裁判：77-81
- バカ歩き：16、32、F2（分解写真になっている）
- サハラのスコット：75
- スパムの多い大衆食堂：59（楽譜つき）
- 義賊デニス・ムーア：66（歌詞つき）
- 木こりの歌 ：27の振りをした43、28（このふたつはセリフと歌詞つき）、F4

他にサラダ・デイズ、頭に斧が刺さった男、鼻の中にテープレコーダーが入った男、ガンビー、フランス人の羊飛行機の解説、レイモンド・ラグジュアリー・ヤッチト、ナッジ・ナッジ、チーズ・ショップなど、代表的なスケッチはほぼカードに扱われている。